# Промышленно-металлургический холдинг
Промышленно-металлургический холдинг (сокр. ПМХ) — российская металлургическая и горнодобывающая группа со штаб-квартирой в Москве. Управляющая компания — ООО УК «ПМХ»

## Описание
Компания владеет предприятиями по добыче и переработке коксующегося угля и железной руды, выпуску кокса, выплавке чугуна, производству чугунного литья, металлоконструкций, машиностроительного оборудования и порошковых материалов. Предприятия компании расположены в Кемеровской, Белгородской, Тульской и Калужской областях.
В 2019 году выплавлено чугуна двумя печами — 2,3 млн тонн, произведено 2,5 млн тонн металлургического кокса 6 % влажности, добыто 2,3 млн тонн угля и 4,8 млн тонн железной руды.
Выручка компании по МСФО за 2019 год составила 86,7 млрд руб, чистая прибыль — 6,1 млрд руб. Выручка в 2020 году — 91,9 млрд рублей. Показатели за 2022 год: выручка группы —  117,2 млрд рублей, чистая прибыль — 9,4 млрд рублей, Скорректированная EBITDA по МСФО — 21,2 млрд рублей.
Основатель — Борис Зубицкий. Основной владелец и президент (ранее — генеральный директор) — Евгений Зубицкий. Бывший первый заместитель генерального директора — сын Бориса Зубицкого Андрей Зубицкий.
Летом 2023 году ПМХ продала угольную шахту им.Тихова «Магнитогорскому металлургическому комбинату». Осенью этого же года ПМХ купила ООО «НЛМК-Калуга» (ООО «НЛМК-Сорт» и «НЛМК-Метиз») и ООО «Вторчермет НЛМК» у Группы НЛМК.

## Предприятия
| Предприятие        | Расположение                     | Специализация                                        |
| ------------------ | -------------------------------- | ---------------------------------------------------- |
| Кокс               | Кемерово                         | металлургический кокс                                |
| Комбинат КМАруда   | Губкин, Белгородская область     | железная руда и железорудный концентрат              |
| Тулачермет         | Тула                             | чугун                                                |
| СЧЗ                | Людиново, Калужская область      | чугунное литье                                       |
| ЦОФ «Берёзовская»  | Березовский, Кемеровская область | угольный концентрат                                  |
| ПОЛЕМА             | Тула                             | порошковая металлургия                               |
| Шахта «Бутовская»  | Кемерово                         | коксующийся уголь марки К                            |
| Участок «Коксовый» | Киселевск, Кемеровская область   | коксующийся уголь марок К, КС, КО и ОС               |
| КНИ                | п. Горный, Тульская область      | флюсы                                                |
| ЩЗ «КВОиТ»         | Советск, Тульская область        | металлоконструкции и машиностроительное оборудование |

## Фотографии
- Коксовая батарея
- Подземная добыча железной руды — КМАруда
- Металлические порошки
- Выемка горной массы очистным комбайном — шахта им. Тихова
- Выдача угля на открытом угольном складе, шахта Бутовская

## Награды
- Орден Трудового Красного Знамени (1974)